# Zoe Aldcroft
Zoe Rosalind Aldcroft (Scarborough, 19 novembre 1996) è una rugbista a 15 internazionale per l'Inghilterra, seconda linea del Gloucester-Hartpury.
Partecipante alle Coppe del Mondo femminili del 2017 e 2021, vanta nel suo palmarès la conquista di tre tornei del Sei Nazioni e il secondo posto alla Coppa del Mondo 2017; nel 2021 fu eletta miglior rugbista dell'anno.

## Biografia
Proveniente da Scarborough (North Yorkshire), Zoe Aldcroft si formò nella locale compagine di rugby insieme a suo fratello Jonathan, alternando la pratica della palla ovale alla danza classica e al netball, coltivati in parallelo fino all'età di 15 anni.
Messasi in luce a livello di contea, fece parte della formazione giovanile dello Yorkshire.
Dopo la maturità proseguì gli studi universitari in scienze dello sport all'Hartpury College di Gloucester e venne ingaggiata a Darlington; dopo la laurea passò a giocare alla squadra femminile del Gloucester, il Gloucester-Hartpury.
Il debutto internazionale di Zoe Aldcroft avvenne a luglio 2016 in un test match di metà anno contro la Francia; un anno più tardi fece parte della squadra che partecipò alla Coppa del Mondo 2017 in Irlanda, in cui le inglesi giunsero fino alla finale, poi persa contro la Nuova Zelanda.
Tra il 2019 e il 2020 la sua attività, come tutta quella del movimento femminile, fu interrotta a seguito della pandemia di COVID-19; fu premiata da World Rugby a fine 2020 come componente del miglior XV dell'anno
Nel 2021 fu eletta miglior rugbista dell'anno World Rugby.
L'anno successivo è stata inclusa nella rosa inglese alla Coppa del Mondo 2021 in Nuova Zelanda, posticipata di un anno a causa della pandemia.
Fuori dall'ambito sportivo, ha intrapreso studi in podologia, attività nella quale ha manifestato intenzione di impegnarsi dopo la fine dell'attività.